# Kecamatan Bulu (distrikt i Indonesien, lat -6,85, long 111,37)
Kecamatan Bulu är ett distrikt i Indonesien.   Det ligger i provinsen Jawa Tengah, i den västra delen av landet, 500 km öster om huvudstaden Jakarta.